# Kamilla Rytter Juhl

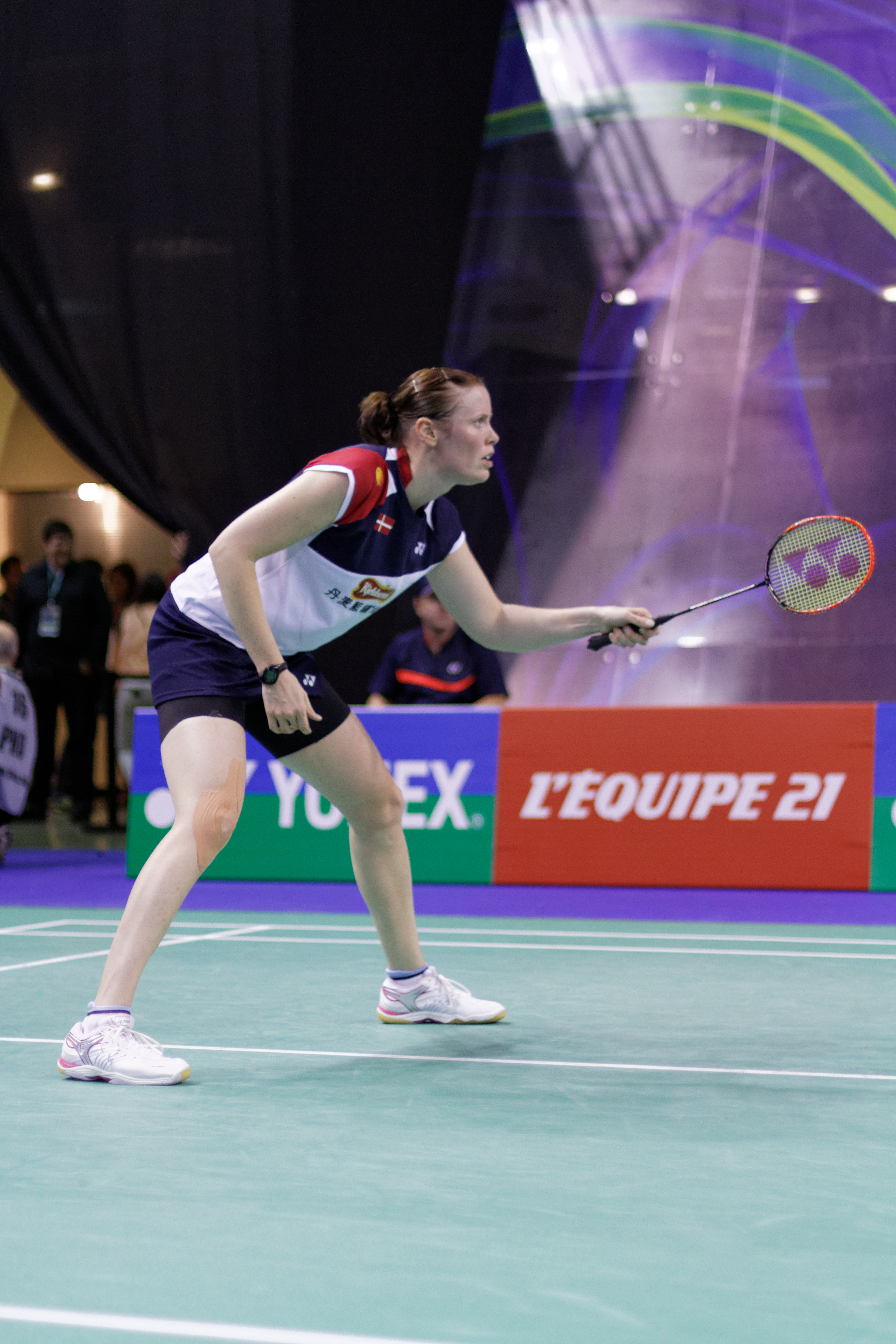

Kamilla Rytter Juhl (Skagen, 23 november 1983) is een Deens badmintonspeelster. Zij speelt dames en gemengd dubbelspel.

## Carrière
Kamilla Rytter Juhl speelde gemengd dubbel tot in 2012 met Thomas Laybourn, vanaf 2013 speelde ze met Mads Pieler Kolding. In het vrouwendubbelspel speelde ze samen met Lena Frier Kristiansen tot het einde van diens carrière in 2010, daarna speelde ze samen met Christinna Pedersen.
In 2004 won ze op de Dutch Open de dames dubbel én de gemengd dubbel. De damesdubbel haalde ze op dit toernooi ook in 2008, de gemengd dubbel in 2012.

### Europees Kampioenschap
In het vrouwen dubbel haalde Rytter Juhl met Kristiansen brons in het Europese kampioenschappen badminton 2006 in 's-Hertogenbosch. In Den Bosch werd ze met Laybourn Europees kampioen gemengd dubbel. Bij de Europese kampioenschappen badminton 2008 in Herning werd ze Europees kampioen dames dubbel met Kristiansen. In Manchester haalde ze dan weer goud in het gemengd dubbel met Laybourn tijdens het EK badminton 2010. Het EK 2012 ging door in Karlskrona: voor het eerst goud in dames dubbel met Pedersen, brons in gemengd dubbel de laatste maal met Laybourn. Bij het Europese kampioenschappen badminton 2014 in Kazan haalde ze goud met Pedersen en zilver in gemengd dubbel met haar nieuwe mannelijke badmintonpartner Kolding. Op het Europese kampioenschappen badminton 2016 in La Roche-sur-Yon werd ze Europees kampioen met Pedersen in dames dubbel en was ze niet geplaatst in gemengd dubbel. Rytter Juhl is de een na succesvolste medailleverzamelaar op de EK's badminton.
Een andere competitie van landenteams in de verschillende onderdelen is het Europees kampioenschap badminton voor gemengde teams.
Rytter Juhl maakte deel uit van het goud winnende Deens landenteam in 2006 en 2008 (gelijklopend met het individuele EK) en in het aparte toernooi op het Europees kampioenschap badminton voor gemengde teams 2009 in Liverpool waar ze opnieuw goud haalden, een prestatie die het team in 2011 herhaalde in Amsterdam. In 2013 verloren ze in de finale tegen het Duits badmintonteam en verlieten ze Ramenskoje met zilver. Het Europees kampioenschap badminton voor gemengde teams 2015 in Leuven bood de kans op revanche en Denemarken haalde opnieuw het goud. Van 2006 tot heden was Rytter Juhl actief in elk kampioenschap voor het Deens badmintonteam.

### BWF Super Series
In de BWF Super Series 2007 werd Rytter Juhl achtste in het gemengd dubbel met Laybourn. In 2008 werd ze vijfde in het vrouwen dubbel met Kristiansen en derde met Laybourn in het gemengd dubbel. Met hem won ze ook de Masters Finales op het einde van het seizoen. In de BWF Super Series 2010 wint ze de toernooien van Singapore en Denemarken met Laybourn en eindigt ze ook eerste in het gemengd dubbel in de eindscore. In 2011 wordt ze negende met haar nieuwe vrouwelijke dubbelpartner Pedersen. In 2012 worden ze samen achtste, en winnen ze ook het toernooi van Maleisië. De BWF Super Series 2013 levert nog eens winst in de Masters Finales vrouwen dubbel en wordt ze derde in de eindscore.In 2014 werd ze vierde met Pedersen.

## Medailles en resultaten op Olympische Spelen en de wereldkampioenschappen
| Logo van de Olympische Spelen | Onderdeel                                       | Resultaat    |
| ----------------------------- | ----------------------------------------------- | ------------ |
| 2008                          | Vrouwen dubbelspel (met Lena Frier Kristiansen) | 1/8 finale   |
| 2008                          | Gemengd dubbelspel (met Thomas Laybourn)        | kwartfinale  |
| 2012                          | Vrouwen dubbelspel (met Christinna Pedersen)    | kwartfinale  |
| 2012                          | Gemengd dubbelspel (met Thomas Laybourn)        | kwartfinale  |
| 2016                          | Vrouwen dubbelspel (met Christinna Pedersen)    | Zilver       |
| WK                            | Onderdeel                                       | Resultaat    |
| 2005 Anaheim                  | Vrouwen dubbelspel (met Lena Frier Kristiansen) | tweede ronde |
| 2005 Anaheim                  | Gemengd dubbelspel (met Thomas Laybourn)        | derde ronde  |
| 2006 Madrid                   | Vrouwen dubbelspel (met Lena Frier Kristiansen) | tweede ronde |
| 2006 Madrid                   | Gemengd dubbelspel (met Thomas Laybourn)        | kwartfinale  |
| 2007 Kuala Lumpur             | Vrouwen dubbelspel (met Lena Frier Kristiansen) | derde ronde  |
| 2007 Kuala Lumpur             | Gemengd dubbelspel (met Thomas Laybourn)        | derde ronde  |
| 2009 New Delhi                | Vrouwen dubbelspel (met Lena Frier Kristiansen) | derde ronde  |
| 2009 New Delhi                | Gemengd dubbelspel (met Thomas Laybourn)        | Goud         |
| 2010 Parijs                   | Gemengd dubbelspel (met Thomas Laybourn)        | kwartfinale  |
| 2011 Londen                   | Gemengd dubbelspel (met Thomas Laybourn)        | derde ronde  |
| 2011 Londen                   | Vrouwen dubbelspel (met Christinna Pedersen)    | derde ronde  |
| 2013 Kanton                   | Gemengd dubbelspel (met Mads Pieler Kolding)    | tweede ronde |
| 2013 Kanton                   | Vrouwen dubbelspel (met Christinna Pedersen)    | Brons        |
| 2014 Kopenhagen               | Vrouwen dubbelspel (met Christinna Pedersen)    | derde ronde  |
| 2014 Kopenhagen               | Gemengd dubbelspel (met Mads Pieler Kolding)    | tweede ronde |
| 2015 Jakarta                  | Vrouwen dubbelspel (met Christinna Pedersen)    | Zilver       |
| 2015 Jakarta                  | Gemengd dubbelspel (met Mads Pieler Kolding)    | derde ronde  |